# Vlag van Noord-Holland
De vlag van Noord-Holland is een horizontale driekleur in de kleuren geel, rood en blauw. Gedeputeerde Staten van Noord-Holland namen de vlag officieel aan op 22 oktober 1958.

## Beschrijving
De vlag wordt in het besluit als volgt beschreven:
Drie liggende of horizontale banen van gelijke hoogte in de kleuren van het provinciale wapen, geel (boven), rood (midden) en blauw onder.

## Ontwerp
De hoogte-breedteverhouding van de vlag is 2:3, net als die van de Nederlandse vlag.
Elk van de drie banen neemt een derde van de hoogte van de vlag in.

## Symboliek
De kleuren komen uit het wapen van Noord-Holland, dat weer een combinatie is van het oude wapen van Holland en het wapen van West-Friesland. Geel (goud) en rood zijn de Hollandse kleuren en zijn daarom ook te vinden in de vlag van Zuid-Holland. Geel en blauw zijn de West-Friese kleuren en vormen ook de vlag van West-Friesland. Aangezien geel in zowel het wapen van Holland als dat van West-Friesland voorkomt, is die kleur op de vlag bovenaan geplaatst.

## Geschiedenis
De vlag werd zoals vermeld in 1958 aangenomen; dit gebeurde nadat het ontwerp was goedgekeurd door de Hoge Raad van Adel. Dit besluit werd - inclusief een kleurenafbeelding van de vlag - gepubliceerd in het Provinciaal Blad van Noordholland, 1958, no. 67. De geel-rood-blauwe driekleur was toen echter al enkele jaren officieus in gebruik.
Volgens het Napolitaanse manuscript van 1667 is de vlag met vier even hoge banen van rood-blauw-rood-blauw, met over alles heen een gele leeuw, met blauwe tong en nagels.
Tot halverwege de 20e eeuw voerden de Nederlandse provincies enkel de Nederlandse vlag. Twintig jaar voor de aanname van de vlag vierde koningin Wilhelmina haar veertigjarig regeringsjubileum. Daarbij werden alle provincies vertegenwoordigd door vlaggen die op de kleuren van de provinciewapens waren gebaseerd. De Noord-Hollandse vlag die bij die gelegenheid gebruikt werd, was een horizontale rood-geel-blauwe driekleur. De reden dat deze kleurenvolgorde niet in de huidige vlag wordt voortgezet, is dat rood-geel-blauw te veel lijkt het het rood-wit-blauw van de Nederlandse vlag.
- Zie ook: Defileervlaggen van 1938